# Episodi de I dinosauri (seconda stagione)
Negli USA la seconda stagione è stata trasmessa dal 18 settembre 1991 all'8 maggio 1992 sul canale ABC, mentre in Italia viene trasmesso dalla Rai.
| nº      | Titolo inglese               | Titolo italiano                         | Prima TV USA      | Prima TV Italia |
| ------- | ---------------------------- | --------------------------------------- | ----------------- | --------------- |
| 6 (1)   | The Golden Child             | Uno scherzo di natura                   | 18 settembre 1991 |                 |
| 7 (2)   | Family Challenge             | Sfida familiare                         | 25 settembre 1991 |                 |
| 8 (3)   | I Never Ate for My Father    | La minaccia verde                       | 2 ottobre 1991    |                 |
| 9 (4)   | Charlene's Tale              | Non sei la mamma                        | 9 ottobre 1991    |                 |
| 10 (5)  | Endangered Species           | La specie in estinzione                 | 16 ottobre 1991   |                 |
| 11 (6)  | Employee of the Month        | Impiegato del mese                      | 23 ottobre 1991   |                 |
| 12 (7)  | When Food Goes Bad           | Il cibo fa male                         | 30 ottobre 1991   |                 |
| 13 (8)  | Career Opportunities         | Il mago del lavoro                      | 6 novembre 1991   |                 |
| 14 (9)  | Unmarried...With Children    | Il quiz dell'amore                      | 13 novembre 1991  |                 |
| 15 (10) | How to Pick Up Girls         | Come conquistare le ragazze             | 20 novembre 1991  |                 |
| 16 (11) | Switched at Birth            | Uova strapazzate                        | 27 novembre 1991  |                 |
| 17 (12) | Refrigerator Day             | Il giorno del frigo                     | 11 dicembre 1991  |                 |
| 18 (13) | What 'Sexual Harris' Meant   | I doppi sensi di Harris                 | 18 dicembre 1991  |                 |
| 19 (14) | Fran Live                    | La nuova vita di Fran                   | 8 gennaio 1992    |                 |
| 20 (15) | Power Erupts                 | La cupola di energia                    | 15 gennaio 1992   |                 |
| 21 (16) | The Clip Show                | Dino-Clip                               | 22 gennaio 1992   |                 |
| 22 (17) | A New Leaf                   | Una nuova foglia                        | 5 febbraio 1992   |                 |
| 23 (18) | The Last Temptation of Ethyl | Al di qua dell'aldila'                  | 12 febbraio 1992  |                 |
| 24 (19) | Nuts to War: Part 1          | La guerra dei pistacchi (Prima parte)   | 19 febbraio 1992  |                 |
| 25 (20) | Nuts to War: Part 2          | La guerra dei pistacchi (Seconda parte) | 26 febbraio 1992  |                 |
| 27 (22) | Slave to Fashion             | Schiava della moda                      | 20 marzo 1992     |                 |
| 26 (21) | And the Winner Is...         | Ballottaggio pericoloso                 | 27 marzo 1992     |                 |
| 28 (23) | Leader of the Pack           | Il capo degli Spazzini                  | 24 aprile 1992    |                 |
| 29 (24) | WESAYSO Knows Best           | La società ha sempre ragione            | 8 maggio 1992     |                 |